# Masato Harasaki
Masato Harasaki (født 13. august 1974) er en tidligere japansk fodboldspiller.
Han har spillet for flere forskellige klubber i sin karriere, herunder Bellmare Hiratsuka.